# Sapajou du Paraguay
Sapajou du Paraguay, Cebus cay
Espèce
Synonymes
- Cebus cay Illiger, 1815

Statut de conservation UICN

 LC  : Préoccupation mineure
 Cebus cay 
Le Sapajou du Paraguay (Sapajus cay)[réf. nécessaire] est un singe du Nouveau Monde de la famille des Cebidae. En fonction des auteurs, il est considéré comme une espèce à part entière (Cebus cay) ou comme une sous-espèce de Cebus libidinosus (Cebus libidinosus paraguayanus).

## Autres noms vernaculaires
Paraguayan tufted capuchin, Pale capuchin, Silbador, Mono martín (Bolivie).

## Répartition
Centre de l’Amérique du Sud. Centre du Brésil (États du Mato Grosso et du Mato Grosso do Sul), est du Paraguay (à l’est du Río Paraguay), sud et sud-est de la Bolivie, nord (provinces de Salta et Jujuy) et nord-ouest (province de Tucumán) de l’Argentine. Cette espèce est semble-t-il absente du Chaco (paraguayen et bolivien, à l’ouest du Río Paraguay).

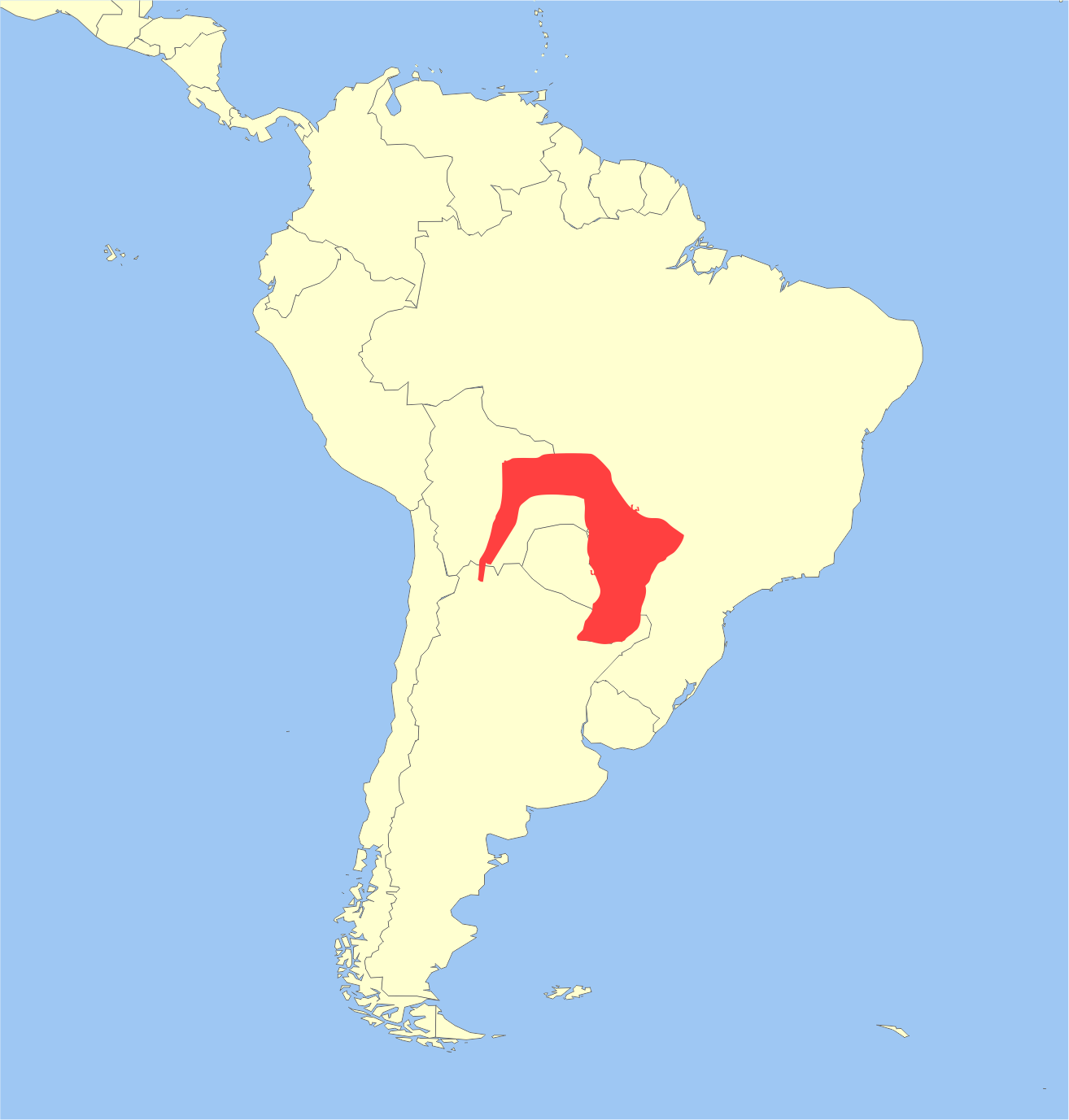

## Habitat
Cerrado. Forêts-galeries du Pantanal. Forêt de nuages des Yungas (Argentine). Au nord, il rejoint la limite du domaine amazonien.

## Description
Crête sagittale du mâle adulte bien développée. Pelage court et soyeux, de couleur pâle. Épaules, dos, croupe et flancs marron grisâtre hétérogène. Raie dorsale diffuse et interrompue à mi-dos. Ventre jaune orangé. Thorax jaune orangé sombre. Gorge jaune orangé. Surface latérale des bras et des jambes marron avec des taches claires ou sombres. Surface médiale des bras et des jambes jaune orangé. Queue jaune brûlé fauve dessus et marron jaunâtre dessous, avec un pinceau marron noirâtre peu contrastant. Nuque jaune brûlé fauve. Couronne marron noirâtre, avec de petites touffes auriculaires érigées en forme de corne. Sourcils relativement sombres. Tête uniformément claire. Pas de favoris de couleur distincte (le seul sapajou dans ce cas) ni de tract préauriculaire. Barbe courte.
Variations individuelles peu importantes, concernant essentiellement la raie dorsale, le dessin facial, la forme des touffes, la couleur de la couronne, de l’extrémité des membres et de la barbe.

## Densité
11,4/km² ou 14,1/km² (PN de Noel Kempff Mercado, Bolivie). 28/km² (Chaco, est du Paraguay, d’après Stallings). 13,3/km² (Acurizal, Pantanal, Brésil, d’après Schaller).

## Locomotion
Quadrupède. Queue préhensile. 

## Comportements basiques
Diurne. Arboricole.

## Alimentation
Généraliste opportuniste. Quasi-omnivore à tendance frugivore. Dans le PN d’El Rey (Argentine), il grignote fréquemment le feuillage des broméliacées, surtout à la saison sèche, six espèces de broméliacées comptant pour 72 % de sa consommation végétale.

## Taille du groupe
7 (Chaco, est du Paraguay). 8 (Acurizal, Brésil).

## Conservation
PN de la Chapada dos Guimarães, Refuge amazonien du Xingú et SE de la Serra das Araras (État du Mato Grosso), Fazenda Barma et Fazenda Bárbara (Mato Grosso do Sul), au Brésil. PN de M'baracayú, PN de Y'bicui et PN de San Rafael (Paraguay). PN de Calilegua (province de Jujuy), PN d’El Rey et PN de Baritú (province de Salta), en Argentine. PN de Noel Kempff Mercado (Bolivie)